# 喻林祥
喻林祥（1945年1月—），湖北应城人，中国人民解放军和中国人民武装警察部队高级将领。1966年4月加入中国共产党。2006年6月24日晋升为中国人民解放军上将军衔。
入伍前在湖北省应城县做邮电局工人，1963年入伍，在中国人民解放军第一军当兵，逐步晋升为政治军官。曾任第一集团军政治部副主任、第一集团军第二师政治委员。1993年任武警政治部副主任，1996年任武警北京第一总队政委。1997年任解放军总政治部组织部部长。2000年10月转任兰州军区副政委，兼任新疆军区政委。2004年12月任兰州军区政治委员。2007年任武警部队政治委员。2010年7月退役。2010年10月任全国人大华侨委员会副主任委员。2013年3月任12届全国政协港澳台侨委员会副主任。

## 履历
- 中国人民解放军第1集团军政治部副主任、第2师政治委员
- 武警部队政治部副主任
- 武警北京市第一总队政治委员
- 武警部队政治部副主任兼北京市第一总队政委
- 解放军总政治部组织部部长
- 兰州军区副司令員、新疆军区政治委员
- 2004年12月任兰州军区政委。
- 2007年9月任武警部队政委。
- 中共第十七届中央委员